# Longhua, Chengde
Longhua, även romaniserat Lunghwa, är ett härad som lyder under Chengde i Hebei-provinsen i norra Kina.